# Topal Osman Pasha

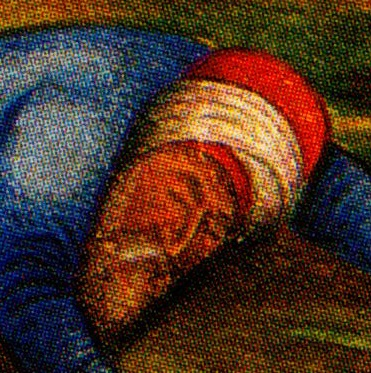
Topal Osman Pasha caído en batalla en una pintura de 1733 de la batalla de Kirkuk.

Topal Osman Pachá (1663-1733) fue un militar y administrador del Imperio Otomano. Hombre capaz, alcanzó el rango de beylerbey a los 24 años y sirvió como general contra la Venecianos y la monarquía de los Habsburgo y como gobernador en varias provincias. Su carrera le valió el nombramiento de Gran visir en 1731-32. Tras su destitución, fue enviado a la República de Austria en 1731. Tras su destitución, fue enviado a una gobernación provincial, pero pronto fue llamado de nuevo para dirigir las tropas otomanas en la Guerra turco-persa (1730-1736). Logró derrotar a Nader Shah y salvar Bagdad en 1732, pero se enfrentó a Nader por segunda vez al año siguiente y fue derrotado decisivamente en la Batalla de Kirkuk (1733), en la que perdió la vida.

## Vida
Osman nació ca. 1663 en la Morea (Peloponeso) península a Turkish padres. Su familia era originaria de Konya, en Anatolia. Muy joven entró al servicio del Sultán, enrolándose en el cuerpo de los kozbekçi y luego en el de los pandurs. A los 24 años, ya había alcanzado el rango de beylerbey. Enviado en misión al Gobernador de Egipto, su barco fue atacado en ruta por un corsario español. Osman fue capturado tras un combate, en el transcurso del cual recibió una herida que le dejó cojo de un pie de por vida, lo que le valió el epíteto de "Topal' (en turco "cojo").
Llevado inicialmente a Malta, pronto fue rescatado y devuelto a Estambul (su cautiverio inspiró posteriormente un episodio de la ópera Les Indes galantes). A continuación participó en la  Campaña del río Pruth de 1710-11, fue nombrado para el cargo honorífico de kapıcıbaşı, y luego enviado al Eyalato de Rumelia, donde sirvió como comandante de la milicia irregular cristiana, los armatoloi. En esta función sirvió en la campaña de 1715 que recuperó la Morea de manos de los venecianos, donde se distinguió tanto que fue ascendido al rango de pachá con dos colas de caballo, y nombrado gobernador del Sanjak de Tirhala.. Durante las operaciones iniciales de la Guerra austro-turca (1716-1718), se encargó de abastecer al ejército, pero pronto regresó a la Morea (a finales de 1716) como pachá con tres colas de caballo (el rango más alto) y serasker (comandante en jefe) del Eyalato de Morea, con el fin de reprimir las revueltas locales e impedir cualquier intento veneciano de recuperar la provincia.

En 1720 fue nombrado gobernador de Bosnia, antes de ser trasladado a Rumeli al año siguiente. Permaneció en este puesto hasta 1727, cuando regresó a Bosnia por dos años. En 1729 fue nombrado de nuevo para Rumeli, antes de ser trasladado de nuevo a Bosnia en 1730, y de nuevo a Rumeli en 1731. Durante este periodo, eliminó a los partidarios supervivientes del rebelde Patrona Halil, que se habían refugiado en los Balcanes occidentales, particularmente en Albania. El 10 de septiembre de 1731 fue nombrado Gran Visir por el sultán Mahmud I. Aunque sólo sirvió seis meses como Gran Visir, intentó promulgar reformas para estabilizar la inestable situación de la capital, Estambul, estabilizando los precios, restableciendo el orden y asegurando el abastecimiento de alimentos de la ciudad. También alentó los esfuerzos del oficial del ejército francés Claude Alexandre de Bonneval para reformar el cuerpo de artillería humbaracı siguiendo modelos occidentales.
Tras su destitución, Topal Osman sirvió brevemente como gobernador del Eyalato de Trebisonda y de Tiflis, antes de ser llamado de nuevo y, como soldado más experimentado del Imperio, nombrado serasker de Anatolia en la Guerra otomano-persa de 1730-35. En julio de 1733 asestó una derrota decisiva a los persas, que bajo el mando de Nader Shah habían invadido Irak y asediaban Bagdad, en una reñida batalla al norte de Bagdad. Ayudados por las hábiles estratagemas de Topal Osman, los otomanos infligieron unas 30 000 bajas al ejército de Nader Shah y lo obligaron a retirarse, aunque perdieron 20 000 a su vez. Fue la única vez que Nader Shah perdió una batalla.
Al año siguiente, sin embargo, Nader Shah repitió su invasión. El ejército de Topal Osman en Kirkuk había sido debilitado por el gobierno otomano, con hombres experimentados transferidos al oeste y reemplazados por levas de baja calidad, aunque conservaba una superioridad numérica sobre los persas. En la batalla que tuvo lugar cerca de Kirkuk, Topal Osman murió y su ejército fue derrotado. Un soldado persa cortó la cabeza de Topal Osman y se la llevó a Nader Shah, quien, tras ordenar encontrar el cadáver de su oponente, devolvió sus restos a los otomanos, por profundo respeto a un adversario que consideraba digno. Fueron enterrados con todos los honores en la mezquita Imam Qasim de Kirkuk.

## Familia
Su hijo, Ahmed Ratib Pasha, se había casado con Ayşe Sultan, una hija del sultán Ahmed III. Su bisnieto fue el célebre escritor y activista político del grupo Jóvenes Otomanos Namık Kemal.